# Similitud lèxica
En lingüística la similitud lèxica és la mesura de grau de semblança entre sèries de paraules pertanyents a dues llengües diferents. Una similitud lèxica d'1 (o 100 %) correspondria a un recurrent total entre els vocabularis, mentre que 0 significa que no hi ha paraules comunes.
Hi ha diverses maneres de definir la similitud lèxica i els resultats varien conseqüentment. Per exemple, el mètode d'Ethnologue consisteix a comparar un conjunt estandarditzat de llistes de paraules i a explicar les formes que presenten una similitud alhora en la forma i en el significat. Utilitzant tal mètode, l'anglès ha estat avaluat, presentant una similitud lèxica del 60% amb l'alemany i del 27% amb el francès.
La similitud lèxica es pot utilitzar per avaluar el grau de relació genètica entre dues llengües. Percentatges superiors al 85% indiquen habitualment que els idiomes comparats són probablement dialectes emparentats. Això passa entre el castellà i el portuguès, la similitud lèxica dels quals supera el 89%.
La similitud lèxica constitueix només una indicació de la intel·ligibilitat mútua de les dues llengües, atès que depèn també del grau de similitud, fonètica, morfològica i sintàctica. Per exemple, la similitud lèxica entre el francès i l'anglès és considerable en els camps lèxics relatius a la cultura, mentre que la seva similitud és més restringida quan es tracta de paraules de base (en termes de funció). Contra la interintel·ligibilitat, la similitud lèxica no pot ser simètrica.

## Llengües indoeuropees
En el següent quadre es presenten alguns valors de similitud lèxica entre algunes llengües, publicades per Ethnologue.
| Codi de llengua | Llengua 1 ↓ | Coeficients de similitud lèxica | Coeficients de similitud lèxica | Coeficients de similitud lèxica | Coeficients de similitud lèxica | Coeficients de similitud lèxica | Coeficients de similitud lèxica | Coeficients de similitud lèxica | Coeficients de similitud lèxica | Coeficients de similitud lèxica | Coeficients de similitud lèxica | Coeficients de similitud lèxica |
| --------------- | ----------- | ------------------------------- | ------------------------------- | ------------------------------- | ------------------------------- | ------------------------------- | ------------------------------- | ------------------------------- | ------------------------------- | ------------------------------- | ------------------------------- | ------------------------------- |
|                 |             | Català                          | Anglès                          | Francès                         | Alemany                         | Italià                          | Portuguès                       | Romanès                         | Romanx                          | Rus                             | Sard                            | Castellà                        |
| cat             | Català      | 1                               | -                               | 0.85                            | -                               | 0.87                            | 0.85                            | 0.73                            | 0.76                            | -                               | 0.75                            | 0.85                            |
| eng             | Anglès      | -                               | 1                               | 0.27                            | 0.60                            | -                               | -                               | -                               | -                               | 0.24                            | -                               | -                               |
| fra             | Francès     | 0.85                            | 0.27                            | 1                               | 0.29                            | 0.89                            | 0.75                            | 0.75                            | 0.78                            | -                               | 0.80                            | 0.75                            |
| deu             | Alemany     | -                               | 0.60                            | 0.29                            | 1                               | -                               | -                               | -                               | -                               | -                               | -                               | -                               |
| ita             | Italià      | 0.87                            | -                               | 0.89                            | -                               | 1                               | -                               | 0.77                            | 0.78                            | -                               | 0.85                            | 0.82                            |
| por             | Portuguès   | 0.85                            | -                               | 0.75                            | -                               | -                               | 1                               | 0.72                            | 0.74                            | -                               | -                               | 0.89                            |
| ron             | Romanès     | 0.73                            | -                               | 0.75                            | -                               | 0.77                            | 0.72                            | 1                               | 0.72                            | -                               | 0.74                            | 0.71                            |
| roh             | Romanx      | 0.76                            | -                               | 0.78                            | -                               | 0.78                            | 0.74                            | 0.72                            | 1                               | -                               | 0.74                            | 0.74                            |
| rus             | Rus         | -                               | 0.24                            | -                               | -                               | -                               | -                               | -                               | -                               | 1                               | -                               | -                               |
| srd             | Sard        | 0.75                            | -                               | 0.80                            | -                               | 0.85                            | -                               | 0.74                            | 0.74                            | -                               | 1                               | 0.76                            |
| spa             | Castellà    | 0.85                            | -                               | 0.75                            | -                               | 0.82                            | 0.89                            | 0.71                            | 0.74                            | -                               | 0.76                            | 1                               |
|                 |             | Català                          | Anglès                          | Francès                         | Alemany                         | Italià                          | Portuguès                       | Romanès                         | Romanx                          | Rus                             | Sard                            | Castellà                        |
| Llengua 2 →     | Llengua 2 → | cat                             | eng                             | fra                             | deu                             | ita                             | por                             | ron                             | roh                             | rus                             | srd                             | spa                             |

- Els codis de llengua són aquells de la norma ISO 639-3
- Ethnologue no precisa amb quina variant de la llengua sarda ha estat calculada la similitud lèxica
- "-" indica que les dades de comparació no són disponibles